# Antonino Bonvissuto
Antonino Bonvissuto (Palermo, 8 agosto 1985) è un ex calciatore italiano, di ruolo attaccante.

## Carriera
Ha preso parte al campionato di Serie B con le maglie di Vicenza, Cittadella, Crotone ed Ascoli.
Nella stagione 2012-2013 viene ingaggiato dalla Cremonese. Nel gennaio 2013 viene ingaggiato dalla Reggiana con contratto fino al giugno 2013 con opzione per la stagione successiva.
Nel luglio 2013 è acquistato dalla Sef Torres in Lega Pro seconda Divisione, nel nuovo corso guidato dal presidente Capitani.
Nell'estate del 2014 si trasferisce all'Arezzo. Esordisce con la maglia amaranto il 10 settembre 2014, nella partita pareggiata 1-1 contro la Sef Torres, giocando da titolare e venendo sostituito al 74º minuto. Segna la prima rete il 24 settembre 2014 nella partita vinta 2-1 contro la Giana Erminio. La seconda marcatura con la squadra amaranto avviene il 6 gennaio 2015, nella partita persa 4-3 a Bolzano contro il Südtirol.
La stagione successiva scende in Serie D, prima nella Sambenedettese e poi da dicembre nel Rapallobogliasco, formazione della riviera di levante ligure.

## Statistiche

### Presenze e reti nei club
| Stagione            | Squadra          | Campionato      | Campionato | Campionato | Coppe nazionali | Coppe nazionali | Coppe nazionali | Coppe continentali | Coppe continentali | Coppe continentali | Altre coppe | Altre coppe | Altre coppe | Totale | Totale |
| Stagione            | Squadra          | Comp            | Pres       | Reti       | Comp            | Pres            | Reti            | Comp               | Pres               | Reti               | Comp        | Pres        | Reti        | Pres   | Reti   |
| ------------------- | ---------------- | --------------- | ---------- | ---------- | --------------- | --------------- | --------------- | ------------------ | ------------------ | ------------------ | ----------- | ----------- | ----------- | ------ | ------ |
| 2003-2004           | Vicenza          | B               | 1          | 0          | CI              | 0               | 0               | -                  | -                  | -                  | -           | -           | -           | 1      | 0      |
| 2004-2005           | Olbia            | C2              | 20         | 3          | CI-C            | 4               | 2               | -                  | -                  | -                  | -           | -           | -           | 24     | 5      |
| 2005-2006           | Ancona           | C2              | 11         | 1          | CI-C            | 1               | 0               | -                  | -                  | -                  | -           | -           | -           | 12     | 1      |
| 2006-2007           | Manfredonia      | C1              | 28         | 3          | CI-C            | 3               | 0               | -                  | -                  | -                  | -           | -           | -           | 31     | 3      |
| 2007-2008           | Virtus Lanciano  | C1              | 26+2       | 7          | CI-C            | 0               | 0               | -                  | -                  | -                  | -           | -           | -           | 28     | 7      |
| 2008-2009           | Cittadella       | B               | 26         | 6          | CI              | -               | -               | -                  | -                  | -                  | -           | -           | -           | 26     | 6      |
| 2009-2010           | Crotone          | B               | 29         | 9          | CI              | 1               | 0               | -                  | -                  | -                  | -           | -           | -           | 30     | 9      |
| 2010-gen. 2011      | Ascoli           | B               | 10         | 1          | CI              | 1               | 0               | -                  | -                  | -                  | -           | -           | -           | 11     | 1      |
| gen.-giu. 2011      | Sorrento         | 1D              | 8+2        | 1          | CI+CI-LP        | -               | -               | -                  | -                  | -                  | -           | -           | -           | 10     | 1      |
| 2011-2012           | Frosinone        | 1D              | 24         | 6          | CI+CI-LP        | 0               | 0               | -                  | -                  | -                  | -           | -           | -           | 24     | 6      |
| ott. 2012-gen. 2013 | Cremonese        | 1D              | 6          | 1          | CI+CI-LP        | 0+3             | 1               | -                  | -                  | -                  | -           | -           | -           | 9      | 2      |
| gen.-giu. 2013      | Reggiana         | 1D              | 11+2       | 0+1        | CI+CI-LP        | -               | -               | -                  | -                  | -                  | -           | -           | -           | 13     | 1      |
| 2013-2014           | Torres           | 2D              | 20         | 5          | CI-LP           | 2               | 1               | -                  | -                  | -                  | -           | -           | -           | 22     | 6      |
| 2014-2015           | Arezzo           | 1D              | 28         | 3          | CI-LP           | 0               | 0               | -                  | -                  | -                  | -           | -           | -           | 28     | 3      |
| ago.-dic. 2015      | Sambenedettese   | D               | 11         | 4          | CI-D            | 0               | 0               | -                  | -                  | -                  | -           | -           | -           | 11     | 4      |
| dic. 2015-2016      | RapalloBogliasco | D               | 7          | 1          | CI-D            | 0               | 0               | -                  | -                  | -                  | -           | -           | -           | 7      | 1      |
| 2016-2017           | L'Aquila         | D               | 5          | 0          | CI-D            | 0               | 0               | -                  | -                  | -                  | -           | -           | -           | 5      | 0      |
| Totale carriera     | Totale carriera  | Totale carriera | 271+6      | 51+1       |                 | 15              | 4               |                    | -                  | -                  |             | -           | -           | 292    | 56     |